# Fred Frith
Fred Frith (Heathfield, Sussex, 1949. február 17. –) angol multi-instrumentalista, zeneszerző és improvizációs művész.
Valószínűleg leginkább gitárjátékáról ismert. Először az angol avantgárd rock együttes, a Henry Cow egyik alapítójaként hívta fel magára a figyelmet. Ugyancsak tagja volt az Art Bears, a Massacre és a Skeleton Crew együtteseknek. Számos kiváló művésszel dolgozott együtt, akik között megtalálható Robert Wyatt, Brian Eno, Lars Hollmer, a The Residents, Lol Coxhill, John Zorn, Bill Laswell, Derek Bailey, Iva Bittová és Bob Ostertag. Több hosszú darabot is komponált, mint például a Traffic Continues (1996, 1998-ban adta elő Frith és az Ensemble Modern), valamint a Freedom in Fragments (1993, előadta 1999-ben a Rova Saxophone Quartet).
Róla szólt Nicolas Humbert és Werner Penzel 1990-es, díjnyertes dokumentumfilmje, a Step Across the Border. Számos zenei lapnak volt közreműködője, így a New Musical Express-nek és a Trouser Press-nek is, valamint jó néhány improvizációs workshopot vezetett a világ több pontján. Karrierje három évtizedet ölel fel és feltűnt több, mint 400 albumon. Mindmáig aktívan járja a világot.
Frith jelenleg a Mills College (Oakland) zenei tanszékének professzora. Az Amerikai Egyesült Államokban él, feleségével a német fényképésszel, Heike Liss-szel és gyermekeikkel, Finn Liss-szel (született: 1991. augusztus 22.) és Lucia Liss-szel (született: 1994. január 8.).
Frith 2008-ban elnyerte a Demetrio Stratos-díjat, az experimentális zene területén folytatott tevékenységéért. A díjat 2006-ban alapították az olasz Area együttes experimentális énekesének Demetrio Stratosnak az emlékére, aki 1979-ben halt meg. Frith 2010-ben tiszteletbeli doktori címet kapott a West Yorkshire-i (Nagy-Britannia) University of Huddersfield egyetemen a zenetudomány terén végzett munkájáért.
Frith testvére Simon Frith, a jól ismert zenekritikus és szociológus, valamint Chris Frith, a pszichológus, aki a londoni University College-ben dolgozik.

## Életrajz
Frith Heathfieldben (Sussex, Anglia) született olyan családba, amelyben a zenét az élet meghatározó elemének tekintették. Ötéves korától hegedülni tanult és tagja lett az iskolai zenekarnak. 13 éves korában azonban a gitárra váltott, miután látott egy társaságot, amely a kor népszerű instrumentális együttesét a The Shadowst utánozta. Elhatározta, hogy megtanul gitározni és csatlakozik egy együtteshez. Egy, gitár akkordokat tartalmazó könyvből tanulta a játékot és hamarosan egy The Chaperones nevű együttesben találta magát, amint a Shadows és a Beatles feldolgozásait játsszák. Aztán amikor elkezdett bluest hallgatni olyan előadóktól, mint Snooks Eaglin és Alexis Korner, teljesen megváltozott a gitárzenéről vallott felfogása, és mikorra 15 éves lett, a The Chaperones már blues-együttessé vált. Első nyilvános fellépése egy észak-angliai klubban volt, 1967-ben. Ekkor Frith hagyományos és blues számokat játszott és énekelt.
A blues mellett minden olyan zenét elkezdett hallgatni, amelyben gitár szólt, úgy mint a folk, a klasszikus, a ragtime és a flamenco. Emellett hallgatott indiai, japán és balinéz muzsikát is, és különös vonzalmat érzett a kelet-európai zene iránt, miután egy jugoszláv iskolatársa hazai népzenei ritmusokat tanított neki. Frith 1968-ban beiratkozott a University of Cambridge-re, és ott a zenei horizontja még inkább kitágult, megismerkedve John Cage filozófiájával és Frank Zappa rockzenei manipulációival. Angol irodalomból diplomázott 1970-ben, majd 1974-ben master fokozatot szerzett. Cambridge azonban leginkább azért volt meghatározó számára, mert ott jött létre a nagy hatású avantgárd rock együttes, a Henry Cow.

### Henry Cow
1968-ban Frith találkozott Tim Hodgkinsonnal, egyik diáktársával egy blues klubban a Cambridge-i Egyetemen. "Soha nem találkoztunk azelőtt, neki volt egy altszaxofonja, nálam a hegedűm volt, és improvizáltunk valami szörnyű visító zörejt, úgy fél órán keresztül." De valami bekattant és – felfedezve mindkettőjük elfogulatlan hozzáállását a zenéhez – Frith és Hodgkinson ott és azonnal egy együttest alapított. Henry Cow-nak nevezték el, és az együttesben maradtak annak 1978-as megszűnéséig. Az 1970-es évek elején Fredék szürke Morros Minorja viselte az együttes címerszerű logóját, ami ugyancsak szórakoztatta annak a yorki gimnáziumnak a diákjait, melynek apja volt az igazgatója.
Frith szerezte az együttes számos emlékezetes számát, például a "Nirvana for Mice"-ot és a "Ruins"-t. Miközben a gitár volt a fő hangszere, játszott hegedűn (kihasználva klasszikus előtanulmányait), basszusgitáron, zongorán és xilofonon.
1973 novemberében Frith (és a Henry Cow többi tagja) részt vett Mike Oldfield Tubular Bells című szerzeményének BBC-beli, élő stúdiófelvételén. A felvétel megtalálható Oldfield Elements című DVD-jén.

### Guitar Solos
A Henry Cow első albuma után, 1974-ben Frith kiadta a Guitar Solos című lemezét, mely első szólóalbuma volt és bepillantást engedett abba, hogy mit is tud a gitárral. Az album nyolc kíséret nélküli számot tartalmazott, zenei improvizációkat preparált gitárokon. Négy nap alatt vették fel a Kaleidophon Stúdiókban, Londonban és nem használták hozzá az akkoriban elterjedt overdub technikát, azaz, hogy egy elkészült zenei anyagra újabb zenét (például új hangszert) másolnak rá.
Megjelenése után a Guitar Solos albumot mérföldkőnek tekintették, a gitárjátékra való újító és kísérletező hatása miatt. A Down Beat magazin 1983. januári kiadása szerint a Guitar Solos "… elbódítja a hallgatókat. Az album még ma is egyedien innovatív és cáfolhatatlanul merész." Fölkeltette az úgynevezett "mainstream" zenészek figyelmét is, például Brian Enoét, ami azt eredményezte, hogy Frith Eno két albumán is gitározott (Before and after Science, 1977 és Music for Films, 1978).
Az 1970-es évek közepén Frith egy cikksorozatot publikált az angol zenei hetilapba, a New Musical Expressbe "Korunk nagy rock szólói" ("Great Rock Solos of our Time") címmel. Ezekben elemezte a meghatározó rock gitárosok, többek között Jimi Hendrix és Eric Clapton játékát és hatásukat a rock gitár fejlődésére.

### A Henry Cow után
A Henry Cow utolsó albumának felvétele során az együttes tagjai között nézeteltérések alakultak ki az album tartalmára vonatkozóan. Frith és Chris Cutler az inkább ének-orientálta zenét helyezte volna előtérbe, míg Hodgkinson és Lindsay Cooper egyszerű instrumentális kompozíciókat szeretett volna. Kompromisszumként Frith és Cutler beleegyezett 1978 elején, hogy a korábban már megkomponált dalokat saját albumban adják ki. A lemez Hopes and Fears címmel, Art Bears név alatt jelent meg és Dagmar Krause működött közre rajta. Az instrumentális anyagot a Henry Cow jelentette meg Western Culture címmel, később, még abban az évben, de már az együttes feloszlása után. Az Art Bears trió egyszerű stúdió zenekarként folytatta 1981-ig, két további albumot kibocsátva. A Winter Songs 1971-ben jelent meg, míg a The World as It Is Today 1981-ben.
Ez idő alatt Frith kiadta a Gravity című albumát 1980-ban, mely második szólóalbuma volt. A felvételek a Norrgården Nyvlánál készültek Uppsallában, Svédországban, a svéd Samla Mammas Manna együttes közreműködésével, valamint a Catch-a-Buzz stúdióban Rockville-ben, Marylandben az amerikai The Muffins együttessel. A lemez megmutatta, hogy Frith elszakadt a Henry Cow erősen strukturált és zenekar-szerű muzsikájától és a folk, valamint a dance zene felé közeledett. Az album egyik számának ugyancsak "Norrgården Nyvla" volt a címe és ez bizonyult Frith egyik legmeghatározóbb darabjának.

### New York

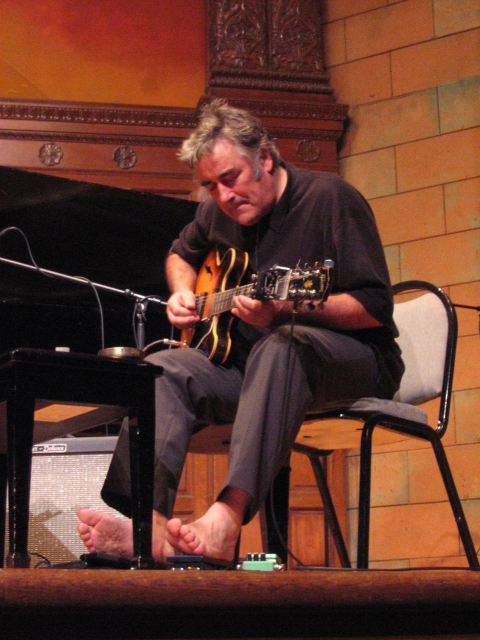
Fred Frith előadása a Mills College-ban (Oakland), 2005 októberében.
(© Aram Shelton)

1979 végén Frith átköltözött New Yorkba, ahol azonnal összeakadt a helyi avantgárd/Downtown music szcénával. A hatás felemelő volt: "… New York mélységesen felszabadító tapasztalat volt számomra. Először éreztem azt, hogy saját magamat adhatom, és nem próbáltam úgy élni, ahogy szerintem az emberek ezt elvárták tőlem." Frith találkozott és felvételeket kezdett készíteni jó néhány zenésszel és társasággal, olyanokkal, mint Henry Kaiser, Bob Ostertag, Tom Cora, Eugene Chadbourne, Zeena Parkins, Ikue Mori, a The Residents, a Material, a The Golden Palominos és a Curlew. Nagyjából 14 évig élt New Yorkban, ezalatt csatlakozott több együtteshez, mint John Zorn Naked Cityje (melyben Frith basszusozott) és a French Frith Kaiser Thompson (tagjai: John French, Frith, Henry Kaiser és Richard Thompson). Három saját együttest is alapított, név szerint a Massacre-ot, a Skeleton Crew-t és a Keep the Dogot.
A Massacre 1980-ban alakult a basszusgitáros Bill Laswell-lel és a dobos Fred Maherrel. Nagy energiájú experimentális rockot játszottak, turnéztak az Államokban és Európában, 1980-ban és 1981-ben, valamint kiadtak egy Killing Time című albumot 1981-ben. A lemezt Martin Bisi később legendássá vált brooklyni stúdiójában vették fel. A Massacre 1981-ben, Maher kilépésével oszlott fel, de később, 1998-ban újra megalakult, mikor csatlakozott hozzá a dobos Charles Hayward. Az új Massacre három további albumot adott ki.
A Skeleton Crew, a Tom Corával közösen alapított együttes 1982-től 1986-ig működött, experimentális zenét játszó zenekar volt, az élő imprivizációkról volt nevezetes, melyeket Frith (gitár, hegedű, billentyűsök, dobok) és Cora (cselló, basszusgitár, házilag készített dobok és egyéb szerkentyűk) játszott, több hangszeren párhuzamosan. Gyakran felléptek Európában, Észak-Amerikában és Japánban, valamint 1984-ben kiadták a Learn to Talk című lemezüket. Zeena Parkins (elektromos hárfa és billentyűsök) 1984-ben csatlakozott hozzájuk, és a trió 1986-ban megjelentette a The Country of Blinds című albumot. 1983 októberében a Skeleton Crew csatlakozott a Duck and Coverhez, a Berlin Jazz Festival felkérésére, egy nyugat-berlini, majd egy azt követő, 1984. februári, kelet-berlini előadás erejéig.
Frith 1989-ben hozta létre a Keep the Dog nevű szextetet, egy visszatekintő együttest, a megelőző 15 év kompozícióinak széles repertoárjából való válogatások előadására. A felállás a következő volt: Frith (gitár, hegedű, basszus), René Lussier (gitár, basszus), Jean Derome (fúvósok), Zeena Parkins (zongora, szintetizátor, hárfa, tangóharmonika), Bob Ostertag (billentyűsök) és Kevin Norton (dobok, ütősök). Később Charles Hayward váltotta Nortont a doboknál. A társaság 1991 közepéig létezett, koncerteztek Európában, Észak-Amerikában és a korábbi Szovjetunióban. 2003-ban megjelent egy dupla CD-jük That House We Lived In címmel, az 1991. májusi és júniusi utolsó fellépéseikről Ausztriában, Németországban, valamint Olaszországban.

### Egyéb projektek
Az 1980-as években Frith elkezdett tánc-, film- és szinházi zenéket írni, s több szólóalbuma is erre a műfajra reflektált, például a The Technology of Tears (And Other Music for Dance and Theatre) (1988), a Middle of the Moment (1995), az Allies (Music for Dance volume 2) (1996) és a Rivers and Tides (2003). A zeneszerzés új formáit kutatva ugyancsak gyakran kísérletezett véletlen zenei kompozíciókkal, gyakran hozott létre zenét a talált hangok és a helyszíni felvételek technikájával. Jó példákat találhatunk ezekre az Accidental (Music for Dance volume 3) (2002) és a Prints: Snapshots, Postcards, Messages and Miniatures, 1987–2001 (2002) című albumokon.
Az 1980-as évek végén Frith zeneszerzőként elkezdett más muzsikusok vagy együttesek számára is zenét írni, olyanoknak, mint a Rova Saxophone Quartet, az Ensemble Modern és az Arditti Quartet. Az 1990-es évek végén megalakította saját, Fred Frith Guitar Quartet nevű együttesét René Lussier, Nick Didkovsky és Mark Stewart részvételével. Gitárzenéjük, melyben váltakozott a "dallamos és a szép a zajossal, agresszívvel és egészen kihívóval", két albumon jelent meg: Ayaya Moses (1997) és Upbeat (1999), mindkettő Lussier saját Ambiances Magnétiques kiadójánál.
Az ex-Henry Cow-tagok mindig közeli kapcsolatban maradtak egymással és Frith többükkel is együttműködött, például Chris Cutlerrel, Tim Hodgkinsonnal vagy Lindsay Cooperrel. Cutler és Frith 1978 óta turnéztak Európában, Ázsiában és Amerikában, több tucat koncertet adva duó formációban. Ezekről a koncertekről három albumuk jelent meg a Recommended Recordsnál. 2006 decemberében Cutler, Frith és Hodgkinson együtt léptek fel a The Stone-ban, New York Cityben, ez volt az első koncertjük, mióta a Henry Cow 1978-ban szétment.
1995-ben Frith Stuttgartba, Németországba költözött, hogy ott éljen feleségével, a német fényképész Heike Liss-szel és gyerekeikkel, Finnel és Luciával. 1994 és 1996 között Frith Composer-in-Residence (házi zeneszerző) volt a L’Ecole Nationale de Musique-nál Villeurbanne-ban, Franciaországban.
Frith 1997-ben visszaköltözött az Egyesült Államokba, mivel a Mills College-ben (Oakland, Kalifornia) lett házi zeneszerző. 1999-ben kinevezték a zeneszerzés Luther B. Marchant professzorának a zenei tanszéken, ahol zeneszerzést, kortárs előadóművészetet és improvizációt tanított. Bár felsőfokon soha nem tanult zenét, a több, mint negyven év folyamatos gyakorlat és kísérletezés igazolta jogosultságát erre a posztra. Mindezek ellenére, gyakran emlegette, hogy "a legtöbb tanítványom jobban képesített arra, hogy zeneszerzést tanítson, mint én", valamint, hogy legalább annyit tanul a diákoktól, mint azok tőle.
Frith 1997-ben létrehozta az elektroakusztikus, improvizatív és experimentális zenét játszó triót, a Maybe Monday-t, a szaxofonos Larry Ochs (Rova Saxophone Quartet) és a kotón játszó Miya Masaoka társaságában. 1997 és 2008 között az Egyesült Államokban, Kanadában és Európában turnéztak, közben három albumot megjelentetve. 2008 márciusában Frith megalakította a Cosa Brava együttest, egy experimentális rockot játszó és improvizációs kvartettet, Zeena Parkins (Skeleton Crew és Keep the Dog), Carla Kihlstedt és Matthias Bossi (Sleepytime Gorilla Museum és The Norman Conquest) társaságában. 2008 áprilisában Európában turnéztak, majd részt vettek a 25. Festival International de Musique Actuelle de Victoriaville fesztiválon (Victoriaville, Quebec, Kanada) 2008 májusában.

## Hangszerek
Fred Frith az évek során számos különböző gitárt használt, köztük házilag készítetteket is, attól függően, milyen típusú zenét játszott. A strukturáltabb és finomabb zenei hatások érdekében gyakran játszott Gibson 345-ön, például szólóalbumán a Gravity-n. A keményebb, "rockosabb" hangzás érdekében, mint például a Massacre című albumon, egy régi, 1961-es, szilárd testű Burns gitárt használt, amit a brit mester Jim Burns készített. A mérföldkőnek tekinthető Guitar Solos albumon, egy módosított 1936-os Gibson K-11 gitáron játszott.

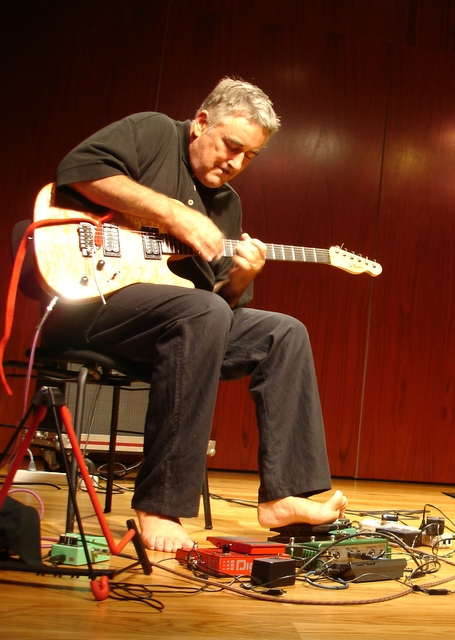
Fred Frith fellépése Lisszabonban, 2006 augusztusában (© Antonio Jose Silva)

Frith a korai,nem strukturált muzsikájához, mint például a Henry Kaiserrel készített With Friends Like These, és a korai, asztali gitáros szóló előadásaihoz egy házi készítésű, hat és nyolc húros, duplanyakú gitárt használt, amit egyik barátja, Charles Fletcher hozott össze. Frith mesélte a Down Beat magazinnak 1983-ban: "Ez volt az első és egyetlen gitár, amit csinált… főleg az én régi gitárjaim darabjait használta fel, a teste viszont, azt hiszem, egy öreg ajtóból készült." A házi készítésű hangszerek lehetőségei arra ösztönözték Frith-t, hogy hozzáfogjon saját gitárjának elkészítéséhez, amelynek alapja egy falap volt, erre szerelte a hangszedőt, a hidat és a húrokat, melyeket fém csavarokkal feszített. "A hangszer alapkoncepciója az volt, hogy legyen olyan elemi és rugalmas, amennyire csak lehetséges," mondta Frith "így például villanyfúrót használtam, hogy lyukakat fúrjak a testbe, bizonyos hangok elérése érdekében…."
Frith sokféle pengetőt használt gitárjaihoz, a hagyományos pengetőktől a hegedűvonóig, dobverőig, habverőig, festő ecsetig, fém láncokig és egyéb "talált tárgyak"-ig. Azt mondta: "Többre megyünk a "talált tárgyak" és bizonyos fajta struktúrák használatával, amelyeknek hatásuk van a húrokra … a kő érintése, az üveg érintése, a fa érintése, a papír érintése közötti különbség – ezek azok az alap elemek, amelyeket a húrok felületén használhatsz, mind különféle hangzásokat produkálnak."
Egy tipikus improvizációs szóló koncert során Frith lefektet egy csomó házi készítésű gitárt egy asztalra és többféle "talált tárgy"-gyal (koncertről koncertre váltogatva azokat) játszik rajtuk. Különböző tárgyakat, csapágygolyókat, szárazbabot, rizst dobál a húrokra, miközben üti, veri, dörzsöli azokat, bármivel. ami éppen a kezébe akad. Később már pedálokkal vezérelt samplert is társított színpadi alkalmatosságaihoz. A sampler által létrehozott ismétlődő hangmintákkal ágyazott meg a szóló előadás kezdetének.
Effektek:
- Pro Co RAT Distortion Pedal
- Boss FV-50L Volume Foot Controller
- Boss RC20-XL Delay
- Line 6 DL Delay
- Digitech Whammy4
- Ebow

## Step Across the Border
A Step Across the Border egy Fred Frith-ről szóló, 1990-es, díjnyertes dokumentumfilm, amelyet Nicolas Humbert és Werner Penzel írt és rendezett. Németországban és Svájcban mutatták be. Japánban, Európában és az Amerikai Egyesült Államokban forgatták, Frithen kívül fellépett benne René Lussier, Iva Bittová, Tom Cora, Tim Hodgkinson, Bob Ostertag és John Zorn.

## Fred Records
Fred Frith 2002-ben létrehozta saját kiadóját, a Fred Recordsot, hogy újra kiadja régebben megjelent, illetve ki nem adott anyagait. Frith albumai megjelennek a Tzadik Records és a Winter & Winter kiadásában is.

## Kompozíciók
Az 1980-as évek végétől Frith számos hosszabb darabot komponált. Az alábbiak egy válogatást tartalmaznak ezek közül. Az évszám a komponálás éve. A teljes listát lásd: Compositions by Fred Frith.
- 1989 The As Usual Dance Towards the Other Flight to What is Not – négy elektromos gitárra
- 1990 Helter Skelter – két szopránra, altra és egy elektromos nagyzenekarra.
- 1990 Stick Figures – hat gitárra és két játékosra
- 1991 Lelekovice – (Iva Bittovának) vonósnégyesre no. 1
- 1992 Stone, Brick, Glass, Wood, Wire – grafikus partitúrák bármely számú zenésznek
- 1993 Freedom in Fragments – egy 23 darabos szvit szaxofon négyes számára
- 1993 The Previous Evening – tisztelgés John Cage előtt, négy klarinétra, szalagokra, bőgőre, léptekre, elektromos gitárokra, pörgő tárgyakra és hangra
- 1993 Elegy for Elias – zongorára, hegedűre és marimbára
- 1994 Pacifica – meditáció 21 zenészre, Pablo Neruda szövegére
- 1995 Seven Circles – zongorára
- 1996 Impur – 100 zenészre, nagy építményre és mobil közönségre
- 1996 Shortened Suite – trombitára, oboára, csellóra és marimbára
- 1997 Back to Life – trombitára, oboára, csellóra és marimbára
- 1998 Traffic Continues: Gusto – nagyzenekarra és improvizáló szólistákra
- 2001 Landing for Choir – flamenco énekesre, csellóra, szaxofonra és samplerre
- 2002 Allegory – vonósnégyesre és elektromos gitárra
- 2002 Fell – vonósnégyesre és elektromos gitárra
- 2003 The Happy End Problem – fuvolára, fagottra, bassoon, gu zhengre, ütősökre, hegedűkre és elektronikára
- 2003 The Right Angel – zenekarra és elektromos gitárra
- 2005 Save As – csellóra és ütőhangszerekre
- 2006 Snakes and Ladders – klarinétra, elektromos gitárra, zongorára, ütőhangszerekre, csellóra és bőgőre
- 2007 Episodes – barokk zenekarra
- 2007 Water Stories – klarinétre, zongorára, ütősökre, hegedűre és csellóra
- 2008 For Nothing – kontraaltra és barokk vonósnégyesre

## Diszkográfia
Fred Frith több, mint 400 felvételen tűnt fel, együttesekben, más zenészekkel közösen, szólóban, albumokon, amelyeken ő játszott együttesekkel és zenészekkel, illetve olyan albumokon, melyeken mások játszották az ő szerzeményeit.

## Filmek
- 1990 Step Across the Border – 90 perces dokumentumfilm Fred Frith-ről, Nicolas Humbert és Werner Penzel alkotása.
- 1991 Streetwise – Charles Castella dokumentumfilmje Frith Marseille-i produkciójáról "állástalan rockzenészekkel".
- 2000 Le Voyage Immobile – a France 3 állami TV dokumentumfilmje Frith triójáról Louis Sclavisszel és Jean-Pierre Drouet-val.
- 2004 Touch the Sound – Thomas Riedelsheimer dokumentumfilmje a skót ütőhangszeresről, Evelyn Glennie-ről és Frith-ről.
- 2007 Attwenger Adventure – Markus-Kaiser-Mühlecker dokumentumfilmje az osztrák folk-punk duóról, az Attwengerről, mellyel Frith Attwenger és Wolfgang "I-Wolf" Schlögl társaságában fellépett a Music Unlimited XX-on Welsben, Ausztriában.[20][21]
- 2009 Act of God – Jennifer Baichwal dokumentumfilmje a villámcsapások metafizikai hatásairól, Frith és mások zenéjével, egy részében láthatjuk, amint Frith egy kísérletet vezet az improvizáció agyhullámokra gyakorolt hatásának mérésére vonatkozóan.

## Külső hivatkozások
- FredFrith.com hivatalos honlap.
- Fred Frith életrajza FredFrith.com archive at the Internet Archive Wayback Machine.
- Fred Frith életrajza The Canterbury Website.
- Fred Frith interjú Dan Warburton, Paris Transatlantic Magazine, March 1998.
- Fred Frith interjú BBC Music archive at the Internet Archive Wayback Machine.
- Fred Frith rádió interjú Chris Comer, "Clearing" Guitar Solo, September 2001.
- Stage Effects Setup. All About Jazz.
- Fred Frith az AllMusicon.
- Fred Frith diszkográfia Archiválva 2002. október 8-i dátummal a Wayback Machine-ben.

## Fordítás
- Ez a szócikk részben vagy egészben  a   Fred Frith című angol Wikipédia-szócikk ezen változatának fordításán alapul.  Az eredeti cikk szerkesztőit annak laptörténete sorolja fel. Ez a jelzés csupán a megfogalmazás eredetét és a szerzői jogokat jelzi, nem szolgál a cikkben szereplő információk forrásmegjelöléseként.